# مارسيلو فوينتيس
مارسيلو فوينتيس (بالإسبانية: Marcelo Fuentes)‏ هو محامي وسياسي أرجنتيني، ولد في 6 أكتوبر 1948 في لابلاتا في الأرجنتين. حزبياً، نشط في الحزب العدلي. وقد انتخب عضو مجلس الشيوخ الأرجنتيني عن دائرة نيوكوين وقد انضم خلال فترته النيابية  (10 ديسمبر 2013 – 10 ديسمبر 2019)  للكتلة البرلمانية Front for Victory ‏ وانتخب عضو مجلس الشيوخ الأرجنتيني عن دائرة نيوكوين (10 ديسمبر 2007 – 9 ديسمبر 2013).